# Eilean nam Ban
Eilean nam Ban är en ö i de Sound of Iona, Argyll and Bute, Skottland. Ön är belägen 1,5 km från Fionnphort. Det hade en gång en byggnad.